# Conchapelopia seiryusetea
Conchapelopia seiryusetea är en tvåvingeart som beskrevs av Sasa, Suzuki och Sakai 1998. Conchapelopia seiryusetea ingår i släktet Conchapelopia och familjen fjädermyggor. Inga underarter finns listade i Catalogue of Life.